# The Living End (album)
The Living End is het debuutalbum van de Australische psychobillyband The Living End uit 1998. Het album was een enorm succes in Australië en werd daar 5x platina.
De cover van het album is van een Eerste Wereldoorlogse bommenfabriek met alleen vrouwelijke arbeidskrachten.

## Betekenis van de nummers
Het nummer Prisoner of Society gaat over de generatiekloof. Dit nummer werd geselecteerd voor de soundtrack van Guitar Hero: World Tour.
Bloody Mary gaat over het waargebeurde verhaal over een meisje dat automutilatie pleegt in het openbaar om aandacht te trekken.
Monday gaat over het bloedbad van Dunblane in 1996.
All Torn Down gaat over historische bouwwerken die worden gesloopt voor woningen.

## Tracks
Alle nummers zijn geschreven door Chris Cheney, behalve I Want a Day (Scott Owen).
| Nr. | Titel                     | Duur |
| --- | ------------------------- | ---- |
| 1.  | Prisoner of Society       | 3:52 |
| 2.  | Growing Up (Falling Down) | 3:56 |
| 3.  | Second Solution           | 3:00 |
| 4.  | West End Riot             | 3:54 |
| 5.  | Bloody Mary               | 3:45 |
| 6.  | Monday                    | 3:32 |
| 7.  | All Torn Down             | 4:09 |
| 8.  | Save the Day              | 2:56 |
| 9.  | Trapped                   | 3:26 |
| 10. | Have They Forgotten       | 3:13 |
| 11. | Fly Away                  | 2:53 |
| 12. | I Want a Day              | 2:29 |
| 13. | Strange                   | 4:23 |
| 14. | Closing In                | 3:03 |